# Gonatobotryum parasiticum
Gonatobotryum parasiticum är en svampart som först beskrevs av Roland Thaxter, och fick sitt nu gällande namn av Jane Walker & Minter 1981. Gonatobotryum parasiticum ingår i släktet Gonatobotryum, divisionen sporsäcksvampar och riket svampar.   Inga underarter finns listade i Catalogue of Life.